# ایلومیناتا (فیلم)
ایلومیناتا (به انگلیسی: Illuminata) فیلمی محصول سال ۱۹۹۹ و به کارگردانی جان تورتورو است. در این فیلم بازیگرانی همچون کاترین بوروویتز، بورلی دی آنجلو، بن گازارا، دونال مک‌کان، سوزان ساراندون، روفس سوئل، جان تورتورو، کریستوفر واکن، بیل اروین، آیدا تورتورو، روکو سیستو و متیو سوسمن ایفای نقش کرده‌اند.